# Station Eridge
Eridge is een spoorwegstation van National Rail in Eridge, Wealden in Engeland. Het station is eigendom van Network Rail en wordt beheerd door Southern. Het station is geopend in 1868.